# Марсийи-Оньи
Марсийи́-Оньи́ (фр. Marcilly-Ogny) — коммуна во Франции, находится в регионе Бургундия. Департамент коммуны — Кот-д’Ор. Входит в состав кантона Пуйи-ан-Осуа. Округ коммуны — Бон.
Код INSEE коммуны — 21382.

## Население
Население коммуны на 2010 год составляло 198 человек.
| 1962 | 1968 | 1975 | 1982 | 1990 | 1999 | 2010 |
| ---- | ---- | ---- | ---- | ---- | ---- | ---- |
| 251  | 268  | 191  | 171  | 173  | 189  | 198  |

## Экономика
В 2010 году среди 115 человек трудоспособного возраста (15—64 лет) 81 были экономически активными, 34 — неактивными (показатель активности — 70,4 %, в 1999 году было 65,1 %). Из 81 активных жителей работали 78 человек (42 мужчины и 36 женщин), безработных было 3 (0 мужчин и 3 женщины). Среди 34 неактивных 12 человек были учениками или студентами, 11 — пенсионерами, 11 были неактивными по другим причинам.